# Ноеми Киш
Ноеми Киш (мађ. Kiss Noémi, рођена 1974. у Геделу) је мађарска списатељица, чија су дела превођена на енглески, немачки, бугарски, румунски и српски језик. Немачка штампа сматрала је Киш једним од најперспективнијих писаца њене генерације.

## Биографија
Киш је студирала компаративну књижевност, социологију и мађарске студије на Универзитету у Констанцу у Немачкој, као и на Универзитету у Мишколцу у Мађарској, где је предавач од 2000. године. Докторирала је на Универзитету у Мишколцу 2003. године за дисертацију о Паулу Целану, објављену под насловом Határhelyzetek. Paul Celan költészete és magyar recepciója (Гранични случајеви: поезија Пола Целана и њена мађарска рецепција). Киш редовно објављује кратке приче, измишљене путописе о источној Европи, и есеје о фотографији и књижевности. 
Она је ванредни професор на Католичком универзитету Естерхази Карољ у Јегри од јесени 2023.
Она је писац и путник. Њена фикција приказује независне и рањиве женске фигуре, које понекад флертују са ексцентричним, али се чешће боре у превише познатим окружењима. Њен роман Sovány angyalok (Танки анђели, 2015) прича причу о убиству злостављане жене, Ikeranya (Мајка близанаца, 2013) тражи нови језик да говори о трудноћи и мајчинству, док Trans (Транс, 2006) авантуре у области сексуалности, гранична искуства, промене улога. Њена најновија књига Balaton (Балатон, 2020) приказује скривене тензије испод површине мултикултуралног и безнадежно парохијског окружења најпопуларнијег летовалишта 1980-их у Мађарској током последњих година диктатуре из угла младих приповедача прича. Дело које је потом објављено је друго, проширено издање Rongyos ékszerdoboz (Отрцана кутија за накит, 2018; прво издање, 2009), збирка источноевропских путописа који балансирају на ивици фикције и фантастике. Киш такође предаје књижевност на Универзитету у Мишколцу, њене академске књиге укључују истраживање фотографије и књижевности, као и монографију о Паулу Целану.
Киш често присуствује међународним књижевним фестивалима, између осталих у Берлину, Грацу, Хамбургу, Кремсу, Темишвару, Русеу. Године 2009. била је сарадник на Literarisches Colloquium in Berlin у Берлину , а 2013/2014. била је резиденцијални писац у Цириху. 
Киш је мајка близанаца, дечака и девојчице рођених 2010.  Са породицом живи у Будимпешти.